# Bilirubin
Bilirubin je rumeni razpadni produkt hema, posebne molekule v obliki obroča, ki jo najdemo v hemoglobinu in je nujna za prenašanje kisika po krvi.
Bilirubin je pravzaprav odpadni produkt, ki nastane, ko rdeča krvna telesca odmrejo in hemoglobin razpade. Hemoglobin v makrofagih razpade na hem in globin; hem nadalje razpade v  Fe2+, ogljikov monoksid in bilirubin, prek vmesne spojine, imenovane biliverdin. Ker je bilirubin slabo topen v vodi, se vezan na albumin prenaša v jetra, kjer postane topen v vodi, ker se spaja z uridin difosfat glukozno kislino ali UDPGA. Topen ali »konjugirani« bilirubin nato kot sestavina žolča prepluje žolčevod in se bodisi začasno shrani v žolčnik ali nadaljuje naravnost v črevo. Nekaj izločenega bilirubina lahko črevo reabsorbira (entero-hepatična cirkulacija). Bakterije v črevesju spremenijo bilirubin, da oblikuje sterkobilinogen, kar povzroči rjavo barvo iztrebkov. Rumena barva urina je rezultat urobilinogena, še enega od razpadnih produktov bilirubina.
Pri boleznih, kjer razpade preveč hemoglobina ali izločevanje bilirubina ne deluje pravilno, nakopičen bilirubin v telesu povzroči zlatenico.